# 比丘林

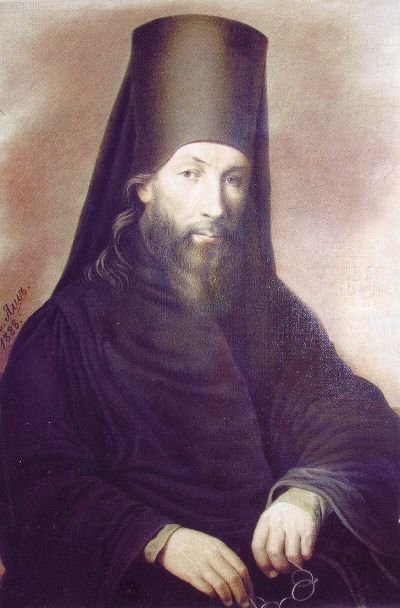
比丘林

尼基塔·雅科夫列维奇·比丘林（俄语：Ники́та Я́ковлевич Бичу́рин，1777年8月29日—1853年5月11日），俄国汉学家，俄罗斯中国学、东方学创始人，俄罗斯科学院通讯院士。
尼·雅·比丘林于1777年生于喀山省，1800年进入教会，成为亚金甫（Иаки́нф）神父。1807年，随东正教北京传道团抵达北京。1822年回国后，在瓦拉姆修道院从事译著工作。比丘林翻译了《四书》《三字经》《通鉴纲目》等中国典籍，著有《汉文启蒙》等词典和语法书，以及《中国详志》《中国的民俗风情》《古代中亚各民族资料汇编》等多部关于中国民俗、地理的著作。比丘林在恰克图所创办的汉语学校奠定了俄国汉语教学的基础。
其墓志铭以文言文书写，上有竖排八字：“无时勤劳，垂光史册。”